# Jatiroke
Jatiroke is een bestuurslaag in het regentschap Sumedang van de provincie West-Java, Indonesië. Jatiroke telt 5559 inwoners (volkstelling 2010).